# لم يصل عليهم أحد
لم يُصلِّ عليهم أحد رواية للروائي السوري خالد خليفة. صدرت الرواية لأوّل مرة في العام 2019 عن دار هاشيت أنطوان - نوفل في القاهرة. ودخلت في القائمة الطويلة للجائزة العالمية للرواية العربية لعام 2020، المعروفة باسم «جائزة بوكر العربية».

## عن الرواية
رواية تحفر في سرديّات المنطقة، وتقترح سرديّة جديدة ومختلفة لمدينة حلب في القرن التاسع عشر ومنتصف القرن العشرين، عبر قصص متشابكة عن الحبّ الموؤود، والموت المحقّق عبر المجازر والطاعون والزلازل والكوليرا، ومفهوم الهويّة والانتماء وأسئلتهما.
إنّها ليست مجرّد رواية عن طفل مسيحي ناجٍ من مجزرة في ماردين، تربّيه عائلة مسلمة في حلب، بل ملحمة إنسانيّة حقيقيّة عن الطوفان والقلق البشري، عن وهم النجاة من هذا الطوفان والأوبئة، وعن ورطة الحياة بحدّ ذاتها.
مصائر صغيرة تقودنا إلى مصير أكبر لمدينة حلب التي شهدت عبر تاريخها الطويل تحوّلات اجتماعيّة وسياسيّة ودينيّة عميقة، يرصدها خليفة بتقنيّات جديدة، في هذه الملحمة المسكونة بثنائيّة الحبّ والموت.